# Javier Pascual Rodríguez
Javier Pascual Rodríguez (Valverde de la Virgen, Lleó, 14 de novembre de 1971) és un ciclista espanyol, professional des del 1995 i fins al 2006.
Va debutar com a professional el 1995 a l'equip Santa Clara. Els seus principals èxits esportius són una etapa a la Volta a Espanya de 2004, i un primer lloc a la Volta a Andalusia i Volta a La Rioja.
El 2006 es va veure implicat en l'Operació Port, sent identificat per la Guàrdia Civil com a client de la xarxa de dopatge liderada per Eufemiano Fuentes amb el nom en clau P. Rodríguez o Pascual Rodríguez. Pascual Rodríguez no fou sancionat per la Justícia espanyola en no ser el dopatge un delicte a Espanya en aquell moment, i tampoc va rebre cap sanció en negar-se el jutge instructor del cas a facilitar als organismes esportius internacionals (AMA, UCI) les proves que demostrarien la seva implicació com a client de la xarxa de dopatge.

## Palmarès
- 1999
  - 1r a la Volta a Andalusia
  - Vencedor d'una etapa de la Volta a Múrcia
- 2001
  - Vencedor d'una etapa del Volta a Castella i Lleó
- 2002
  - Vencedor d'una etapa del Volta a Andalusia
- 2004
  - Vencedor d'una etapa de la Volta a Espanya
- 2005
  - 1r al Gran Premi Miguel Indurain
  - 1r a la Volta a La Rioja i vencedor d'una etapa

### Resultats a la Volta a Espanya
- 1995. 96è de la classificació general.
- 1996. 48è de la classificació general.
- 2004. 53è de la classificació general. Vencedor d'una etapa
- 2005. 41è de la classificació general.

### Resultats al Tour de França
- 1997. 37è de la classificació general
- 1999. 33è de la classificació general
- 2001. 41è de la classificació general
- 2002. 95è de la classificació general